# 抗还原剂
抗还原剂（英語：antireducer），就是一种作用与抗氧化剂相反的物质。它们具有氧化性，能防止其他物质被还原。
抗还原剂包括：高锰酸钾、重铬酸钾、氟气等等。